# さいとうたかお
もしかして
- さいとう・たかを

ではありませんか？